# ميخائيل دوفي (مؤرخ)
ميخائيل دوفي (بالإنجليزية: Michael Duffy)‏ هو مؤرخ بريطاني، ولد في 1944.